# Bella joventut
Bella joventut (títol original en castellà: Hermosa juventud) és una pel·lícula franco-espanyola del 2014 dirigida per Jaime Rosales amb guió coescrit amb Enric Rufas, i on vol reflectir els problemes de la crisi econòmica en les relacions de parella. Fou seleccionada per competir a la secció Un Certain Regard del 67è Festival Internacional de Cinema de Canes on va obtenir una menció del Jurat Ecumènic. Ha estat doblada al català.

## Sinopsi
Natalia i Carlos són una jove parella corrent d'un barri madrileny que treballen quan i en el que poden per sous miserables i poques perspectives. Un bon dia s'apunten en un desafiament valent als diners ràpids: 600 euros per una hora de rodatge d'una pel·lícula porno. Ella queda embarassada i, malgrat la precària situació, decideixen tenir el bebè. I poc després del part es produeix una separació temporal per poder anar a treballar a Alemanya.

## Repartiment
- Ingrid García-Jonsson - Natalia
- Carlos Rodríguez - Carlos
- Inma Nieto - Dolores
- Fernando Barona - Raúl

## Premis i nominacions
| Premi                                               | Categoria                                | Nominat                                  | Resultat  |
| --------------------------------------------------- | ---------------------------------------- | ---------------------------------------- | --------- |
| Festival de Canes                                   | Menció del Jurat Ecumènic                | Menció del Jurat Ecumènic                | Nominat   |
| II Premis Feroz                                     | Millor drama                             | Millor drama                             | Nominat   |
| II Premis Feroz                                     | Millor guió                              | Jaime Rosales i Enric Rufas              | Nominat   |
| II Premis Feroz                                     | Millor actriu principal                  | Ingrid García-Jonsson                    | Nominat   |
| XXIX Premis Goya                                    | Millor actriu revelació                  | Ingrid García Jonsson                    | Nominat   |
| Premis Gaudí de 2015                                | Millor pel·lícula en llengua no catalana | Millor pel·lícula en llengua no catalana | Nominat   |
| Premis Gaudí de 2015                                | Millor director                          | Jaime Rosales                            | Nominat   |
| Premis Gaudí de 2015                                | Millor guió                              | Jaime Rosales i Enric Rufas              | Nominat   |
| Premis Gaudí de 2015                                | Millor protagonista femenina             | Ingrid García Jonsson                    | Nominat   |
| Premis Gaudí de 2015                                | Millor fotografia                        | Pau Esteve Birba                         | Nominat   |
| 59a edició dels Premis Sant Jordi de Cinematografia | Millor actriu en pel·lícula espanyola    | Ingrid García Jonsson                    | Guanyador |